# Sid Ahmed Ould Bneijara
Sid Ahmed Ould Bneijara (* 1947; † 30. August 2017 in Spanien) war ein mauretanischer Politiker.

## Karriere
Von Juli 1977 bis März 1979 war Ould Bneijara Finanzminister. Im Sommer 1978 war er für kurze Zeit Gouverneur der Zentralbank von Mauretanien. Von 1980 bis 1981 war er Premierminister. Er wurde von Oberst Mohamed Khouna Ould Haidalla vom CMSN am 12. Dezember 1980 ernannt. Am 25. April 1981, weniger als fünf Monate später, wurde Ould Bneijara entlassen. Im Februar 1982 versuchten er unter anderem mit dem ehemalige CMSN-Präsident Mustafa Ould Salek Haidalla zu stürzen. Bis 1984 war er inhaftiert.
Im Jahr 2017 starb er nach langer Krankheit in Spanien.